# Triplophysa moquensis
Triplophysa moquensis és una espècie de peix de la família dels balitòrids i de l'ordre dels cipriniformes.

## Hàbitat i distribució geogràfica
És un peix d'aigua dolça, bentopelàgic i de clima temperat, el qual es troba a la Xina: el llac Xiaman (Sichuan).

## Estat de conservació
El llac on viu es troba en una zona remota i poc poblada, per la qual cosa és poc probable que hi hagi cap mena d'amenaça per a aquesta espècie.